# Grasera (bandeja)

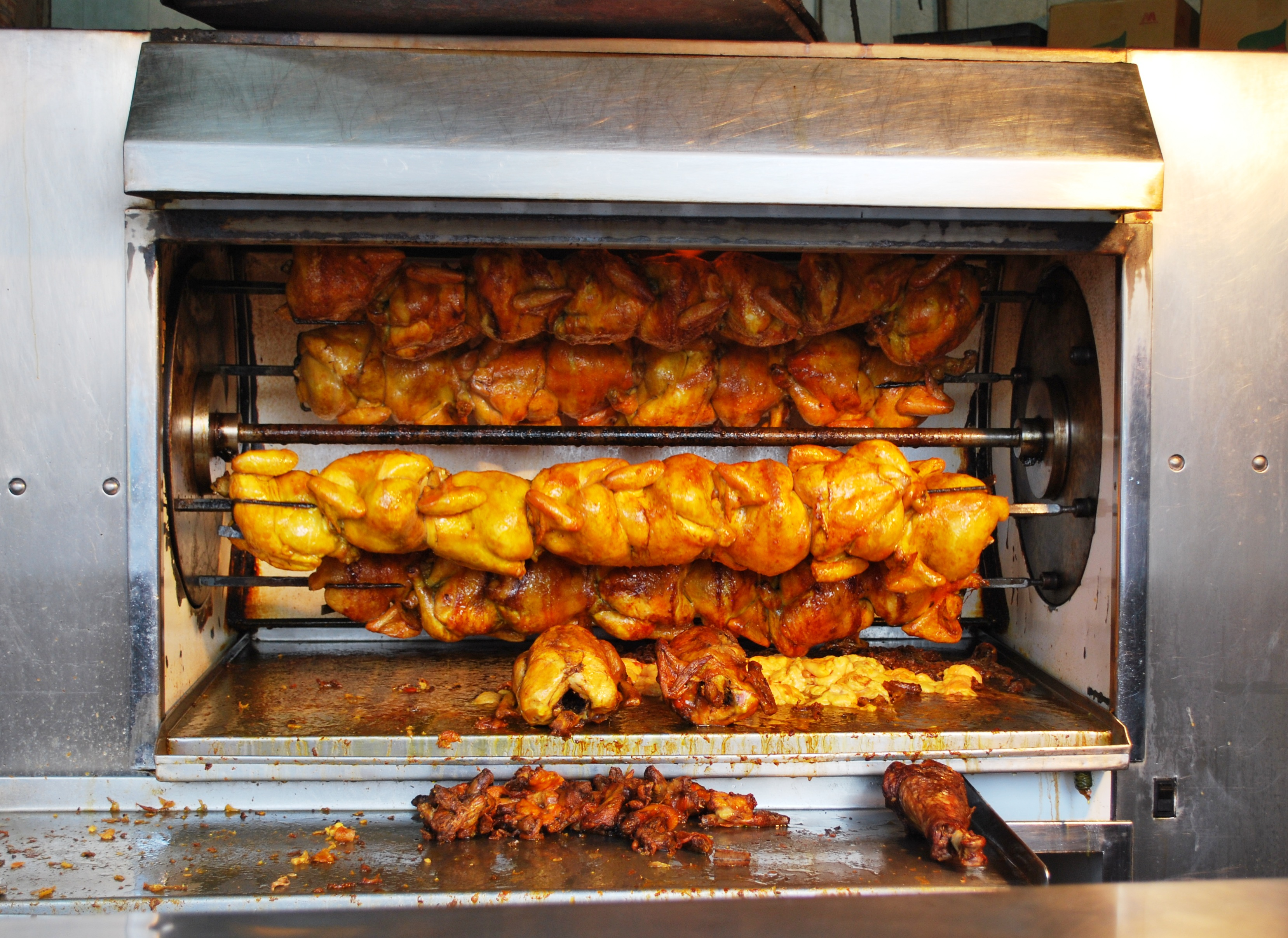
Una rosticería profesional de pollos asados o en el asta (a l'ast) con su bandeja grasera (abajo).

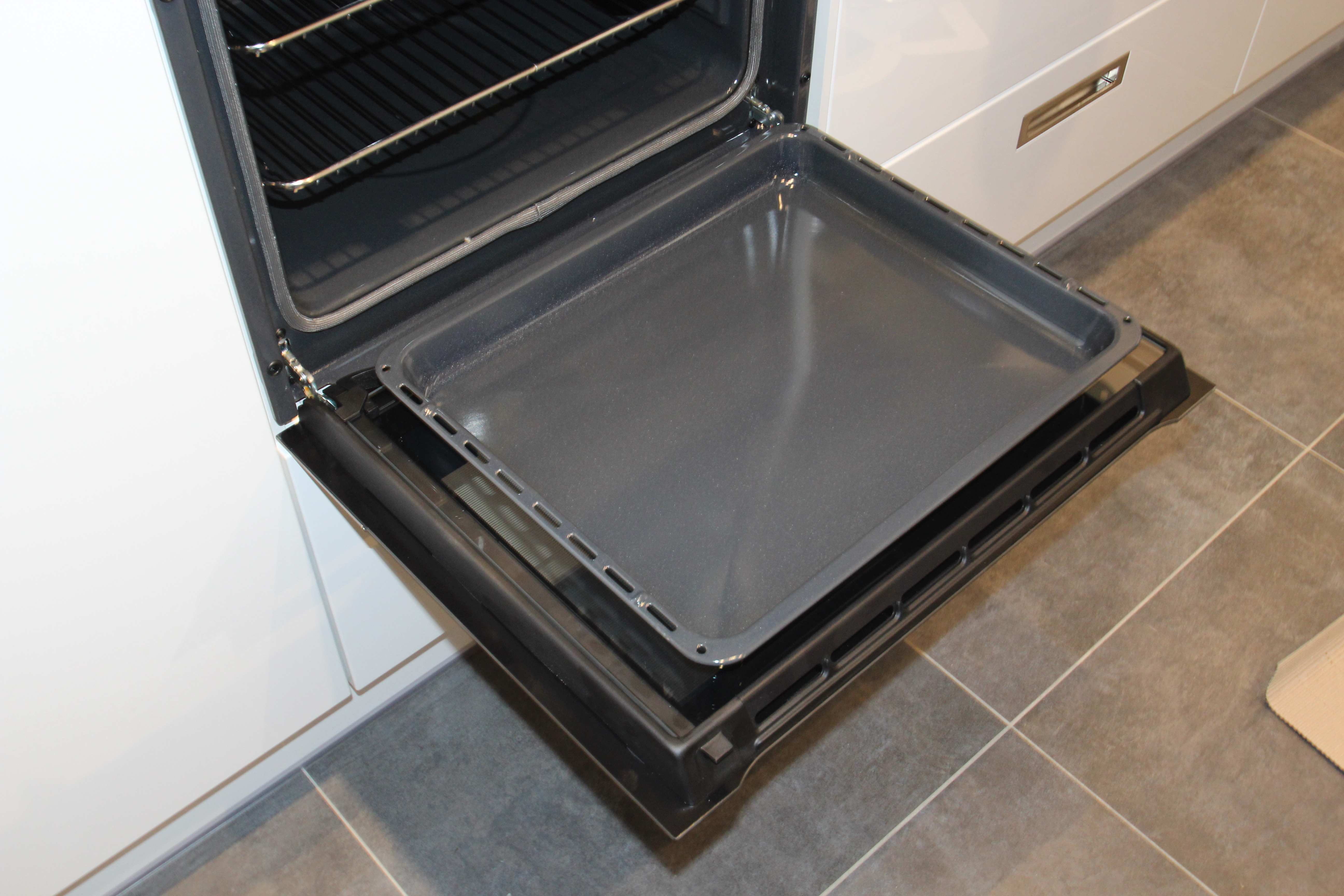
Bandeja grasera en un horno eléctrico doméstico.

Una grasera es una bandeja o charola de hierro o cobre que se coloca bajo el asador de un horno o rosticero para recoger los jugos y grasas que desprenden las carnes durante la cocción.
La grasera surgió en el siglo XV, junto con las placas de chimenea, que servían de reflectores del calor, y el asador giratorio (tournebroches), que giraba las carnes cerca del fuego y permitía que sus jugos permaneciesen más tiempo en la superficie antes de caer en a grasera.
En el siglo XX, cuando se popularizaron los hornos electrodomésticos, el nombre de «grasera» pasó a denominar a las placas inferiores de metal, que cumplen la misma función. A veces las graseras de estos hornos también se emplean para cocer directamente ciertos alimentos, como chuletas, pizzas, canapés...

## Industria nuclear
Por analogía con la grasera de uso doméstico, las grandes balsas de recogida de los fluidos de escorrentía y de desbordamiento utilizados en la industria nuclear se llaman también graseras.